# Латинократія
Латинократія (грец. Λατινοκρατία), або Франкократія (грец. Φραγκοκρατία) — період в історії Греції, в добу Середньовіччя, що розпочався після Четвертого хрестового походу 1204 року, коли на теренах завойованої Візантії було утворено низку держав хрестоносців.
Термін походить від того, що православні греки, а також більшість народів Східного Середземномор'я називали католиків «латинянами» або «франками». Характерними рисами періоду франкократії були нестабільна політична ситуація та загальна розрізненість франкських держав. Згодом більшість держав знову були завойовані греками, за винятком островів в Егейському та Іонічному морях та окремих фортець на континенті, які залишилися під владою Венеційської республіки. Завершився період франкократії із завоюванням Греції Османською імперію.

## Латинська Романія
Латинською Романією називають сукупність держав та володінь, що виникли на захоплених хрестоносцями, західноєвропейськими родами та державами територіях після Четвертого хрестового походу. Основні з них виникли після розділу Візантійської імперії за березневим договором 1204 про розподіл імперії. Найбільшу вигоду від цього договору отримала Венеція. Володіння які вона отримала стали основою її колоніальної імперії. Основною ж державою хрестоносців стала Латинська імперія з центром у Константинополі.

### Держави та володіння в Латинській Романії
| Назва держави | Часи існування |
| --- | -------------- |
| Латинська імперія | 1204-1261      |
| Фессалонікське королівство                                                                                           | 1204-1224      |
| Ахейське князівство                                                                                                  | 1205-1432      |
| Афінське герцогство - до 1260 — сеньорія                                                                             | 1205-1456      |
| Володіння іоаннітів на Родосі                                                                                        | 1306-1522      |
| Володіння роду Токко - Кефалонія, Ітака, Занта, з 1362 — Левкадія та Водіца - Карло І в 1415 став деспотом Епірським | 1357-1482      |

#### Венеційська Романія
| Назва володіння                                             | Час, коли володіла Венеція |
| ----------------------------------------------------------- | -------------------------- |
| Острів Крит                                                 | 1206-1669                  |
| Острів Корфу                                                | 1207-1214 1386-1797        |
| Острів Евбея (Негропонт) - з 1210 під протекторатом Венеції | 1390-1470                  |
| Фортеці Корон та Модон                                      | 1207-1500                  |
| Місто Навплій                                               | 1389-1540                  |
| Місто Аргос                                                 | 1394-1463                  |
| Місто Навпакт (Лепанто)                                     | 1407-1499                  |
| Місто Монемвасія                                            | 1464-1540                  |
| Місто Афіни                                                 | 1395-1402                  |
| Міста Лампсак, Галліполі та Іраклія в Малій Азії            | 1205-1224                  |

Також деякі венеційські роди стали засновниками самостійних та напівсамостійних володінь, що найчастіше визнавали протекторат самої Республіки св. Марка:
| Назва володіння | Час існування |
| --- | ------------- |
| Наксоське герцогство - було засноване Марко Санудо. Включало найбільші острови Кіклад: Наксос, Парос, Тиру, Мілос, Сифнос та ін. | 1207-1566     |
| Острів Андрос - володіння Марино Дандоло                                                                                         | 1207-         |
| Острів Лемнос - володіння Філокало Навагайозо та його спадкоємців. Захоплений Візантією                                          | 1207-1277/79  |
| Споради (Скірос, Скіафос, Скопелос, Тінос, Міконос) - володіння роду Гізі. Став в 1390 володінням Венеції                        | 1207-1390     |
| Острів Китіра - колективне володіння роду Вен'єрів                                                                               | 1207-1363     |

#### Генуезька Романія
| Назва володіння                                                                              | Час володіння |
| -------------------------------------------------------------------------------------------- | ------------- |
| Пера - окремий район Константинополя                                                         | 1267-1453     |
| Каффа (Феодосія), Солдайя (Судак), Чембало (Балаклава) та інші чорноморські факторії в Криму | 1230-ті-1475  |
| Острів Лесбос                                                                                | 1354-1462     |
| Острів Хіос                                                                                  | 1346-1566     |
| Фокея на узбережжі Малої Азії                                                                | 1346-1566     |
| Фамагуста на Кіпрі                                                                           | 1384-1551     |